# پراسکووچه
پراسکووچه (به صربی: Praskovče) یک منطقهٔ مسکونی در صربستان است که در ناحیه نیشاوا واقع شده‌است. پراسکووچه ۵۱۱ نفر جمعیت دارد.